# Beidaud
Beidaud là một xã thuộc hạt Tulcea, România. Dân số thời điểm năm 2002 là 1819 người.